# Pablo Felipe Teixeira
Pablo Felipe Teixeira (født 23. juni 1992) er en brasiliansk fodboldspiller.